# Скрипников, Илья Николаевич
Илья Николаевич Скрипников (2 августа 1962, Ухта, Коми АССР — 18 февраля 2000, Аргунское ущелье) — заместитель командира вертолётной эскадрильи 490-го отдельного вертолётного полка 16-й воздушной армии, майор. Участник Афганской и Второй чеченской войны и боевых действий в Таджикистане и Приднестровье. Герой Российской Федерации (2000, посмертно).

## Биография
Родился в 1962 году, русский.
В 1970 году семья переехала в Ногинск. Илья учился в школе № 2, увлекался дзюдо. После окончания десятого класса работал электромонтажником.
Ногинским военкоматом призывался в Вооружённые силы в 1980 году. С 1981 года служил в Вооружённых силах. В 1985 году окончил Саратовское высшее военное авиационное училище лётчиков. Служил в отдельной вертолётной эскадрильи РЭБ Южной группы войск (Венгрия) и Отдельном вертолётном полку Прибалтийского военного округа. С 1993 года по 1998 год в 225  ОБВП (аэр. Протасово, Рязанской обл.) С 1998 — в 490-м отдельном вертолётном полку в составе 16-й воздушной армии (дислоцирован на аэродроме Клоково Тульской области).
Участие в боевых действиях:
- 1986—1987 — в Афганистане. Совершил десятки боевых вылетов.
- 1992 — в зоне вооруженного конфликта в Приднестровье.
- 1996—1997 — во время гражданской войны в Таджикистане.
- Декабрь 1999 — 18 февраля 2000 — во Второй чеченской войне.

18 февраля 2000 года в ходе операции по высадке десанта в Аргунском ущелье майор Скрипников был ведомым в паре вертолётов Ми-8 с 12-ю десантниками из Костромы на борту своего вертолёта. Из-за ошибки в расчётах заход на посадку у первого экипажа не получился, зато у штурмана ведомой машины Дмитрия Брыкаева расчёт был точным. И вертолёт, сбросив скорость, завис в поисках места для посадки. Вертолёт Ми-8 с экипажем в составе майора Ильи Скрипникова, старших лейтенантов Дмитрия Брыкаева и Дмитрия Рычкова и 12-ю десантниками был подбит ракетой класса «земля-воздух», при этом погиб весь экипаж и все находившиеся на борту десантники. Из-за ведения в этом районе боевых действий только через 11 дней тела погибших удалось поднять со дна ущелья.
Похоронен в селе Загорново, Раменского района Московской области.

## Награды
- Герой Российской Федерации (2000, посмертно) — За мужество и героизм, проявленные в ходе контртеррористической операции в Северо-Кавказском регионе[1].
- Орден «За службу Родине в Вооружённых Силах СССР» 3-й степени.
- Медаль «За боевые заслуги».